# Hooghout (Tilburg)
Hooghout is een buurtschap  in de gemeente Tilburg in de Nederlandse provincie Noord-Brabant. Het ligt tussen Helvoirt en Udenhout.

## Geschiedenis
Tot en met 31 december 2020 behoorde Hooghout tot de gemeente Haaren die met een gemeentelijke herindeling werd opgeheven.
Noord-Brabant: Steden en dorpen      Nederland: Provincies · Gemeenten